# Banco de Crédito del Perú
El Banco de Crédito del Perú (BCP) es un banco peruano, fundado en 1889. Es propiedad del conglomerado financiero Credicorp.
El BCP es considerado la entidad bancaria más grande del país. Entre los servicios que ofrece se encuentran financiamientos para comercio exterior, arrendamiento, seguros y asesoría financiera. También ofrece educación financiera a través de la mascota de la entidad, el Cuy Mágico.
Además de su presencial al nivel nacional, también posee una filial en Bolivia desde 1994, la cual opera bajo el nombre de BCP Bolivia.

## Historia

### Banco Italiano de Lima

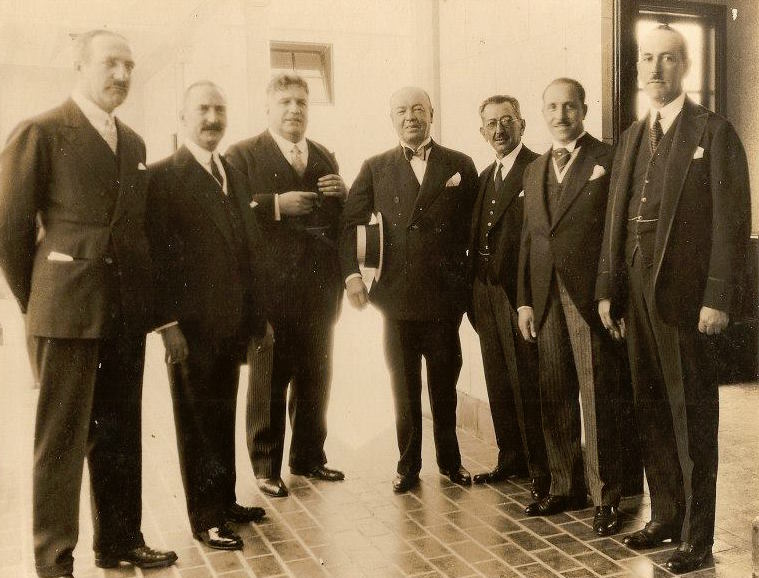
Juan Francisco Raffo (presidente), Rollin Thorne (director) y Gino Salocchi (gerente general) junto al comité del Banco Italiano de Lima.

El 24 de febrero de 1889, se constituyó el Banco Italiano, fundado por comerciantes italianos y teniendo como primer presidente a José Alberto Larco. La mitad de las acciones estaban a manos de estos comerciantes extranjeros residentes en el país. Posteriormente, inició sus actividades el 9 de abril de 1889. 
El Banco Italiano de Lima estaba ubicado en la calle Mantas 42, en un pequeño local alquilado que había pertenecido al antiguo Banco de Lima, y contaba apenas con cinco trabajadores. En un plazo de veinte años, el Banco Italiano abrió sucursales en Callao, Chincha, Arequipa y Mollendo. Creó, además, como subsidiaria la Compañía de Seguros Italia y contribuyó a la formación de la Compañía Nacional Salinera y la Caja de Depósitos y Consignaciones.[cita requerida]
Durante los años 1920, el banco modernizó su administración y se contrataron funcionarios en Italia; el más importante entre ellos era Gino Salocchi, que en 1927 sustituyó a Luis Morelli como gerente general. En 1928, el banco abrió su nueva sede en el centro de Lima (esquina jirón Lampa con jirón Ucayali), en el edificio San Pedro diseñado por el arquitecto Ricardo de Jaxa Malachowski. La sede fue inaugurada el 21 de abril de 1929 y concidió con el 40.º aniversario de la fundación del banco.
Al estallar la guerra entre Italia y Etiopía en septiembre de 1935, se puso en marcha una campaña de ataques y desprestigio contra el Banco Italiano, cuyo objeto era determinar pánico entre su clientela con la finalidad de lograr una corrida sobre los depósitos. Para justificar dicha campaña, se sostenía que el Banco Italiano, por depender de la economía italiana, se encontraba sujeto a las disposiciones del gobierno de Italia, como el embargo de fondos, etc. Como respuesta, el director del banco, Rollin Thorne Sologuren, defendió al banco al enfatizar que la institución se rige bajo la legislación local.

### Banco de Crédito del Perú
En 1941, la familia Romero, propietaria de varias haciendas, adquiere al Banco Italiano y el 1 de febrero de 1942 le cambia el nombre por el de Banco de Crédito del Perú (BCP).
El BCP abrió subsidiarias en Nassau (Bahamas) y en Nueva York (Estados Unidos). Entre 1989 y 1990, se construyó un edificio de cerca de 30 000 m² en el distrito de La Molina, en Lima, que luego se convertiría en su sede central. Luego, el banco estableció la Red Nacional de Teleproceso, que a fines a 1988 conectaba casi todas las oficinas del país con el computador central de Lima. Asimismo, creó la Cuenta Corriente y Libreta de Ahorro Nacional, e instaló una extensa red de cajeros automáticos.

### Década de 2000 en adelante
En octubre de 2008, el BCP presentó a su mascota, el Cuy Mágico. El Cuy Mágico ofrecía consejos a los clientes y fue una de las mascotas galardonadas en los premios Effie de 2012.

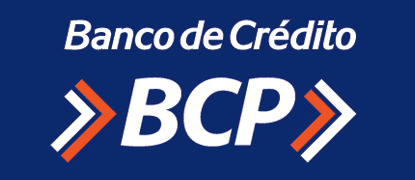
Antiguo logo del banco.

En 2012, Euromoney reconoció como el banco más importante a nivel nacional.
En 2014, el BCP remodeló su edificio principal en el distrito de San Isidro. En la fachada de la torre principal, ubicada en el cruce de las avenidas Juan de Arona y Ricardo Rivera Navarrete, se instaló una pantalla de 900 m² y 25,000 luces LED, que se activan tocando una pantalla, que muestra diferentes motivos artísticos cambiantes. En el día funciona con una primera capa de luces, y en la noche se produce una trama tridimensional. Además, modificó su logotipo.
Años más adelante, lanzó el aplicativo celular Yape, cuya función principal es ser una billetera en línea. Además, se inauguró el servicio Warda de ahorros en línea. Para ello, el aplicativo permite operar desde una cuenta de ahorros digital que, a cambio de no obtener otros beneficios como ocurre en el tipo depósito a plazo fijo, no cobra comisión ni mantenimiento.
En 2024, la empresa fue multada por la Superintendencia de Banca y Seguros durante la gestión de Dionisio Romero Paoletti como presidente del directorio, debido a la falta de transparencia en sus aportaciones económicas a la campaña presidencial de Keiko Fujimori de 2011. Al año siguiente, también fue multada por el tratamiento inadecuado de los datos personales de las personas que dejaron un mensaje en el libro de visitas.
En 2025, la Superintendencia de Banca y Seguros autorizó al BCP para la compra y venta de bitcoins.

## Sede central
La sede central sirve como oficina principal y centro de operaciones para el banco. El edificio tiene más de 49.000 m² en cinco niveles, las amplias plantas maximizan flexibilidad, incrementan su adaptabilidad futura y reduce su dependencia de ascensores. Debido al gran tamaño de los pisos, cada departamento está diseñado con elementos que les proveen de identidad propia. Todos los niveles están visualmente conectados en el vestíbulo principal con un atrio en un bloque de vidrio elíptico que atraviesa toda la estructura. Se encuentra ubicado en el distrito de La Molina.
Los usos públicos están separados de las áreas de uso laboral como un volumen constructivo que se eleva 9 metros desde el suelo mediante columnas, las instalaciones incluyen una cafetería, salas de teleconferencias, un auditorio de 350 asientos y un imponente centro de servicios dedicado a sus colaboradores, denominado Plaza BCP.

## Propiedad
La propiedad del Banco pertenece a Credicorp (12.7 %) y a su subsidiaria el Grupo Crédito SA (85 %). A su vez, Credicorp pertenece en su mayoría a la familia Romero (13.2 %) y a sus empresas Atlantic Security Holding (15.5 %), Urigeler Internacional (5.6 %) y Birmingham Merchant (2.9 %). Los principales accionistas minoritarios son los fondos de inversiones OppenheimerFunds (3.1 %), BlackRock (3.1 %) y The Vanguard Group (3.1 %) y la familia Verme Giannoni (1.8 %).
El Banco de Crédito del Perú cuenta con una filial internacional el Banco de Crédito de Bolivia, que es el resultado de la adquisición del banco boliviano Banco Popular en 1994, Banco de La Paz en 1998 y del Banco Boliviano Americano en 1999.